# Peter Badie
Peter "Chuck" Badie (17 de mayo de 1925 - 15 de abril de 2023) fue un bajista de jazz estadounidense.

## Vida y carrera

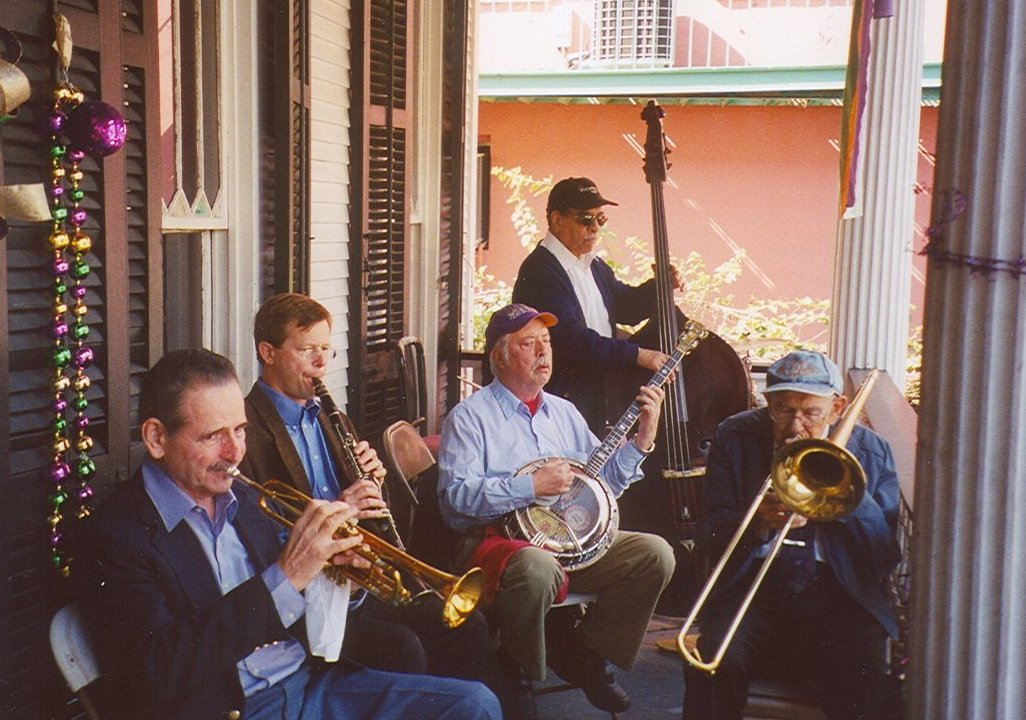
Badie al contrabajo con una banda de jazz en el Barrio Francés en 2005

Nació en Nueva Orleans el 17 de mayo de 1925. Su padre era un destacado saxofonista de jazz que tocaba con las bandas de música "Eureka" y "Original Olympia". Dejó la Marina en 1945 y luego utilizó el GI Bill para inscribirse en la Escuela de Música Grunewald. Alrededor de 1950 tocó con el cantante Roy Brown durante dos años. Luego "trabajó con el cantante Paul Gayten y Dave Bartholomew, luego de 1954 a 1956 fue miembro de la orquesta de Lionel Hampton ".
Tocó el contrabajo en algunas grabaciones famosas de ritmo y blues de Nueva Orleans. Trabajó con Hank Crawford, Edward Frank, June Gardner, Dizzy Gillespie y Zoot Sims, pero tuvo que dejar de jugar en la década de 1970 debido a problemas estomacales. Volvió a tocar con frecuencia en la década de 1990, como parte de la banda del Dr. John.
Fue honrado en el Museo de Jazz de Nueva Orleans en febrero de 2020 por sus 72 años en el negocio de la música.
Murió el 15 de abril de 2023, a la edad de 97 años.

## Vida personal
Era un católico devoto y miembro de los Caballeros de Peter Claver.